# Brennus
Brennus sau Brenus a fost șeful tribului galic Senones, într-o regiune cunoscutǎ sub numele de Seine-et-Marne, Loiret și Yonne. Și-a extins teritoriile, ajungând pânǎ în nordul Italiei.

## Capturarea Romei
În 400 î.Hr. a făcut un drum peste Alpi și, după ce i-a condus pe umbrieni, s-a așezat pe coasta de est a Italiei de la Ariminum la Ancona, și a fondat orașul Sena Gallica (actualul Sinigaglia), care a devenit capitala lor.
În 391 î.Hr. a invadat Etruria și a asediat Clusium. Locuitorii orasului Clusium au apelat la Roma, a cărei intervenție, însoțită de o încălcare a legii națiunilor, a dus la război, romanii fiind învinși în Bătălia de la Allia (18 iulie 390 î.Hr.), iar Roma fiind capturată. 
În bătălia de la Allia, Brennus i-a învins pe romani și a intrat în oraș. Senonienii au capturat întregul oraș, cu excepția Dealului Capitoliului. 
Văzându-și devastat orașul, romanii au încercat sǎ-l mituiascǎ pe Brennus. Romanii au fost de acord să plătească mie de livre în greutate de aur. Potrivit lui Titus Livius, în timpul unei dispute ce priveau ponderile utilizate pentru a măsura aurul, Brennus și-a aruncat sabia pe cântar și a rostit faimoasele cuvinte „Vae victis”, care se traduce din latină: „Vai de cei învinși!”.
În anul 387 î.Hr., el a condus o armată din Gallia Cisalpină într-un nou atac asupra Romei.

## Expulzarea celților

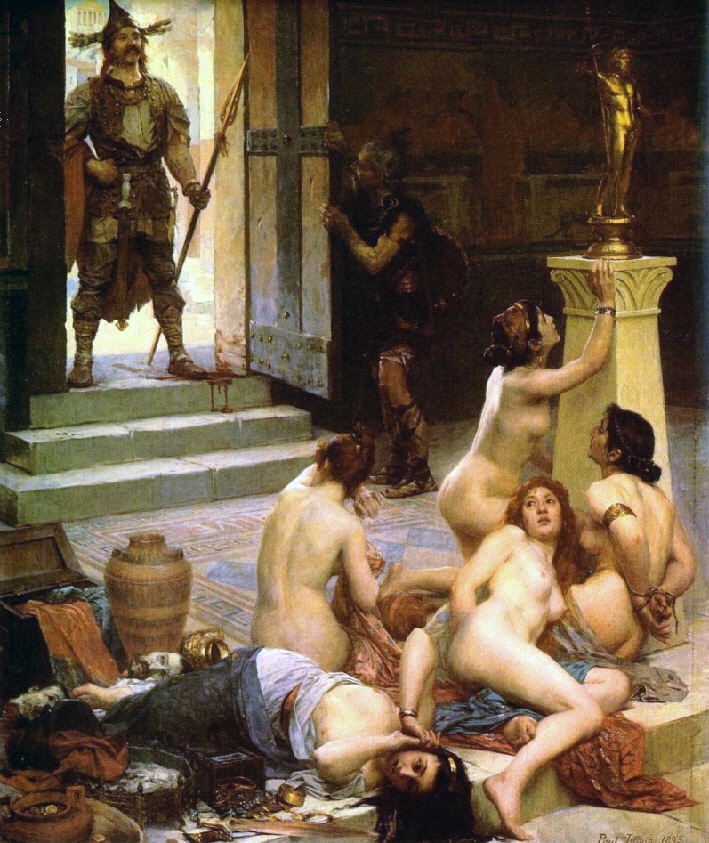
Brennus jefuieşte Roma

Cert este că senatul apelează din nou la Camiilus, aflat în exil la Ardea.
Îl numește în funcția de dictator și-i încredințează, odată cu ultimele forțe armate, soarta Romei. Cunoscând tactica galilor, Camillus își adaptează trupele la aceasta, izbește surprinzător și toacă sistematic armata dușmană, reușind să-i alunge pe gali din Latium. Dureroasa lecție de pe Allia și apoi cea învățată cu ocazia jefuirii Romei l-au antrenat pe Camillus într-o largă campanie care-i convinge pe romani ca, odată cu reconstrucția Romei, să ridice primul zid de incintă ce cuprindea în întregime orașul, cu un perimetru de circa 12 km. 

## Legenda
Gâștele Capitoliului: când galii au cucerit Roma în anul 390 î.Hr., nu au întâlnit nici o rezistență până la Capitoliu. Au asediat orașul și, profitând de o noapte întunecoasă, au încercat să pătrundă prin surprindere. Gâștele sacre, care erau crescute în fortăreață pentru cultul Junonei, speriate de năvălitori, au dat alarma prin strigătele lor pătrunzătoare. Capitoliul a fost salvat și, drept mulțumire, gâștele au fost plimbate cu cinste prin oraș, în fiecare an.
Tradiția conferă gâștelor din templul Junonei meritul salvării Capitoliului: ele ar fi dat alarma, în timpul atacului de noapte, surprinzător al galilor. în acest moment este plasată și legenda ce a dat naștere dictonului „Vae victis”, „Vai de cei învinși!” (Romanii își răscumpără cetatea de la Brennus, cu 1000 de livre aur; pe talgerul greu al balanței destinat plăților, Brennus, nemulțumit de cantitatea de aur de pe celălalt talger, adaugă greutăților sabia și platoșa sa, ceea ce stârni protestul romanilor. Brennus ar fi rostit atunci celebrul dicton.) Cert este că senatul apelează din nou la Camillus, aflat în exil la Ardea.